# Cal Moliner (Cervera)
Cal Moliner és una obra de Malgrat, al municipi de Cervera (Segarra) protegida com a Bé Cultural d'Interès Local.

## Descripció
Immoble de planta sensiblement rectangular que consta de planta baixa i dues plantes pis. Presenta una façana plana, de composició simètrica, amb tres obertures a cada planta, amb sengles llindes de fusta restaurades. La porta és de llinda plana, del segle xviii, i emmarcada amb carreus ben escairats que contrasten amb l'aparell de pedra calerenca i desigual de la resta de la façana.
(Text procedent del POUM)